# Fossillagerstätte Winneshiek
Die Fossillagerstätte Winneshiek ist eine Konservatlagerstätte für Fossilien aus dem frühen Päläozoikum. Gefunden wurde sie 2005 im namensgebenden Winneshiek County, Iowa (USA) nahe der Stadt Decorah. Sie zeichnet sich durch exzeptionelle Erhaltung der Fossilien aus und liefert dadurch wichtige Hinweise auf das marine Leben im mittleren Ordovizium. Der einzige Aufschluss liegt dabei am Ufer des durch Decorah fließenden Upper Iowa River.

## Geologie

### Geologischer Rahmen

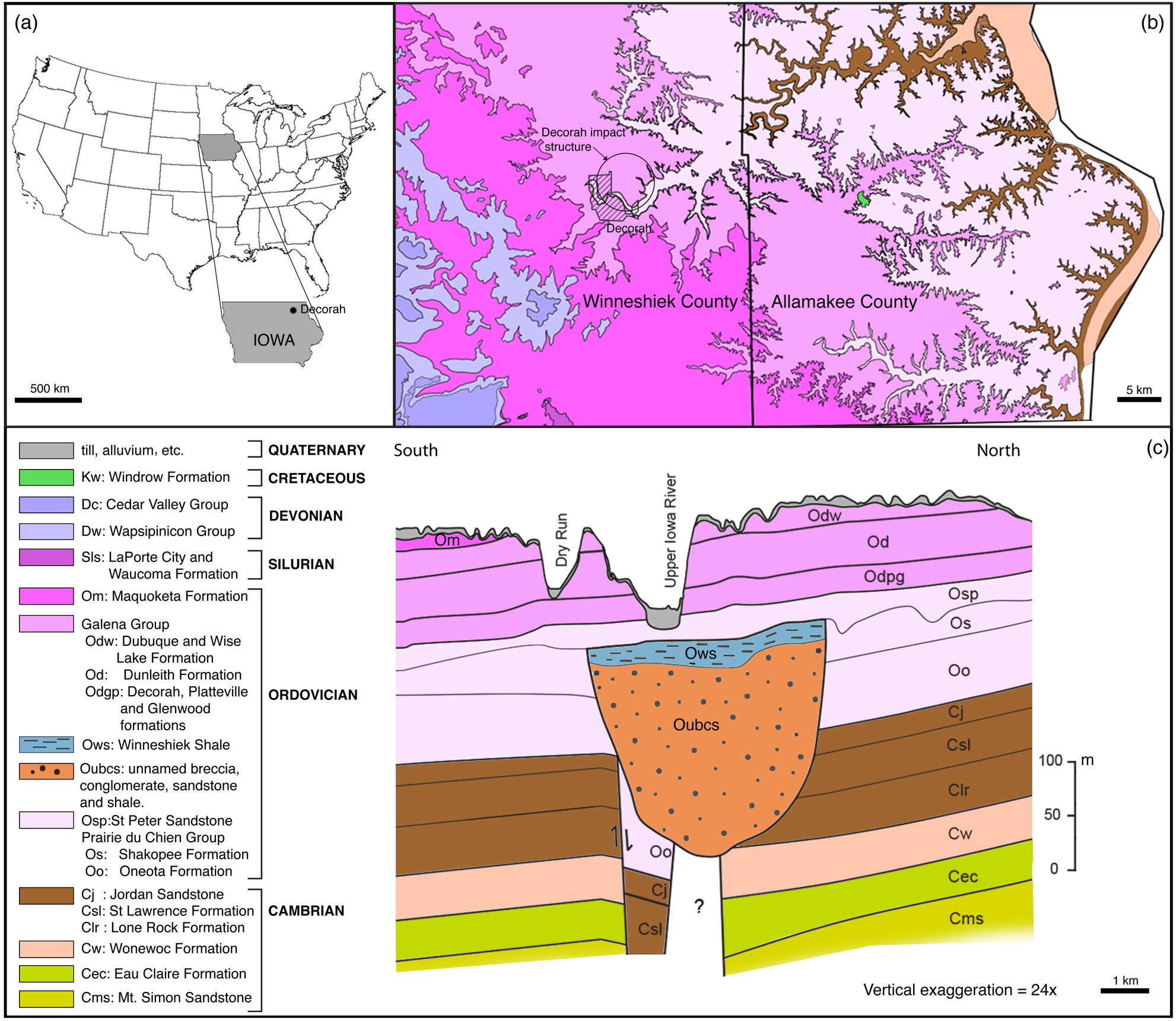
Geologie des Winneshiek-Schiefers und umliegenden Schichten

Die Fossilien sind im gleichnamigen Winneshiek-Schiefer erhalten. Dieser ist ein 18–27 m mächtiger organisch reicher grünlich-brauner bis dunkelgrauer laminierter Sandschiefer. Er ist dabei auf ein kreisförmiges Becken mit 5,6 km Durchmesser beschränkt. Dieses Becken lässt sich durch weitere geologische Hinweise auf einen Meteoriteneinschlag zurückführen, dessen Krater die Decorah-Einschlagstruktur ist. Dessen Umriss wurde dabei auch durch elektromagnetische und Schwerkraftdaten aus luftgestützten geophysikalischen Untersuchungen beobachtet. Außerdem wiesen aus Bohrungen entnommene Quarz-Körner schockbedingte Phänomene auf, wobei vor allem die für einen Impakt charakteristischen Brüche und Deformationsmerkmale auffällig waren.
Der Winneshiek-Schiefer liegt über einer Brekzie, wobei beide zusammen eine Mächtigkeit von ca. 200 m haben. Sie treten nur in einer kreisförmigen Struktur auf, in derer sie sich vollkommen von der regionalen Stratigraphie unterscheiden. Selbst wird der Schiefer diskordant vom St.-Peter-Sandstein überlagert. Die im Schiefer enthaltene Lagerstätte tritt nur im Flussbett des Upper Iowa River aus, da er überall sonst von jüngeren Schichten des Ordoviziums bedeckt ist. Der gefundene Aufschluss ist 18 m mächtig, ist aber allerdings fast komplett überflutet.

### Entstehungsgeschichte
Der Winneshiek-Schiefer ist mittel-ordovizischen Alters und ist damit ca. 458,4–467,3 Millionen Jahre alt. Der Meteoriteneinschlag lässt sich definitiv als früher datieren. Der Impakt ist also mindestens 467 Millionen Jahre her. Das maximale Alter liefert die Shakopee-Formation, die jüngste vom Krater durchdrungene Einheit. Sie ist durch eine große Diskordanz zum darüberliegenden St.-Peter-Sandstein getrennt. Die Shakopee-Formation lässt sich durch Fossilien auf ein Alter von ca. 482 Millionen Jahren datieren, was dabei den jüngst möglichen Zeitpunkt für den Einschlag darstellt. Der Meteorit penetrierte wahrscheinlich ein seichtes Einbuchtungsbecken, in welches er sehr tief eindrang und dabei sogar mehrere Schichten aus dem Kambrium durchstieß. Die gefundenen Fossilien und die Paläogeographie deuten darauf hin, dass es sich zum Zeitpunkt der Ablagerung um eine flachmarine Umgebung mit möglicherweise sauerstoffarmem brackischem Wasser handelte, welche im tropischen südlichen Bereich Laurentias lag. Die rhythmisch abgelagerten sandig-siltigen Laminierungen lassen einen lokalen Gezeiten-Einfluss vermuten.

### Datierung
Um das Alter des Winneshiek-Schiefers herauszufinden, wurden chemostratigraphische Daten, basierend auf δ13C aus 36 Bohrkernproben analysiert. Diese engten das Alter auf den Zeitraum von 464–467 Millionen Jahren ein. Die Sedimente, aus denen später der Schiefer geformt wurde, wurden also im mittleren bis späten Darriwilium (Mittelordovizium) abgelagert.

## Erhaltungszustand der Fossilien
Die Fossilien der Lagerstätte sind sehr gut erhalten. Viele Exemplare sind mit Weichteilen und Körperabdrücken erhalten, wie es typisch für eine Konservatlagerstätte ist. Auch sind einige Fossilien als 3D-Präparate vorhanden. Die gute Konservierung lässt sich auf verschiedene Faktoren zurückführen: Einerseits sind die hohen Gehalte an organischem Kohlenstoff sowie Pyrit ein wesentlicher Faktor für die herausragende Erhaltung. Andererseits begünstigt auch die feine Laminierung des Schiefers die gute Konservierung. Außerdem lässt sich davon ausgehen, dass der niedrige Sauerstoffgehalt sowie eine schnelle Abdeckung die Fossilien vor Umwelteinflüssen schützten.
Herauszuheben sind einige besonders gut erhaltene Fossilien und auch andere Besonderheiten der Lagerstätte. Zum Beispiel wurden cuticulare Reste von Gliederfüßern gefunden, welche einen Kohlenstoffanteil von bis zu 81 % aufwiesen. Auch besonders ist die Erhaltung ganzer Conodonten-Apparate. Zuletzt zu nennen ist die Farbveränderung und der Mineralverfall bei den Conodonten, welche auf verschiedene Diageneseprozesse hindeuten und den CAI-Wert (Conodont color alteration Index) untauglich machen.

## Funde
Insgesamt wurden über 5000 Fossilien gefunden und analysiert. Davon waren 51 % Conodonten, 26 % verschiedenste Bromalite, 6,6 % Teile von Eurypteriden und 7,9 % Phyllocariden. Zusätzlich waren auch zweischalige Anthropoden (1,6 %), ein basaler Euchelicerat, linguloidale Brachiopoden, Fischmaterial, ein einzelner Gastropode und einige unbekannte Formen unter den Funden. Fossile Flora wurde nicht gefunden.

### Wirbellose Tiere
Unter den wirbellosen Fossilien waren vor allem Eurypteriden, von denen es auch teils große vollständig erhaltene Funde gab. Dabei zählen diese Exemplare zu den ältesten Vertretern der Cheliceraten auf Laurentia und waren einzigartig für das Ordovizium. Weitere Chelicerate, wie der basale Euchilcerat, sind weitaus seltener und schlechter erhalten. Diese Art half dabei, die Beziehungen zwischen den frühen Chelicearten aufzulösen, da sie sowohl Merkmale von Xiphosura als auch von Eurypteriden und Chasmataspiden aufwies. Auch Phyllocariden wurden gefunden. Ihre Erhaltung inklusive des Rumpfes und der Weichteile war wichtig für die Aufklärung der Systematik der verwandten Arten. Weitere Funde von Wirbellosen waren Ostrakoden, liguloide Brachiopoden und Mollusken sowie Spurenfossilien in Form von Verdauungsresten und Aktivitätspuren.

### Chordatiere
Die oben genannten Conodonten bilden den Großteil der Fossilienfunde und gehören zu den Chordatieren (nach Ansicht einiger Forscher genauer zu den Wirbeltieren). Die vielen gefundenen Exemplare waren mit natürlichen Apparaten und vollständigen Elementen erhalten. Diese Funde waren sehr bedeutend für die Stammesgeschichte der Conodonten. Weiter wurden auch artikulierte Fischfossilien gefunden, genauer der Gattung Astraspis, welche selten für das Ordovizium waren. Diese Entdeckungen brachten neue Erkenntnisse zur frühen Wirbeltierentwicklung.

## Forschungsgeschichte

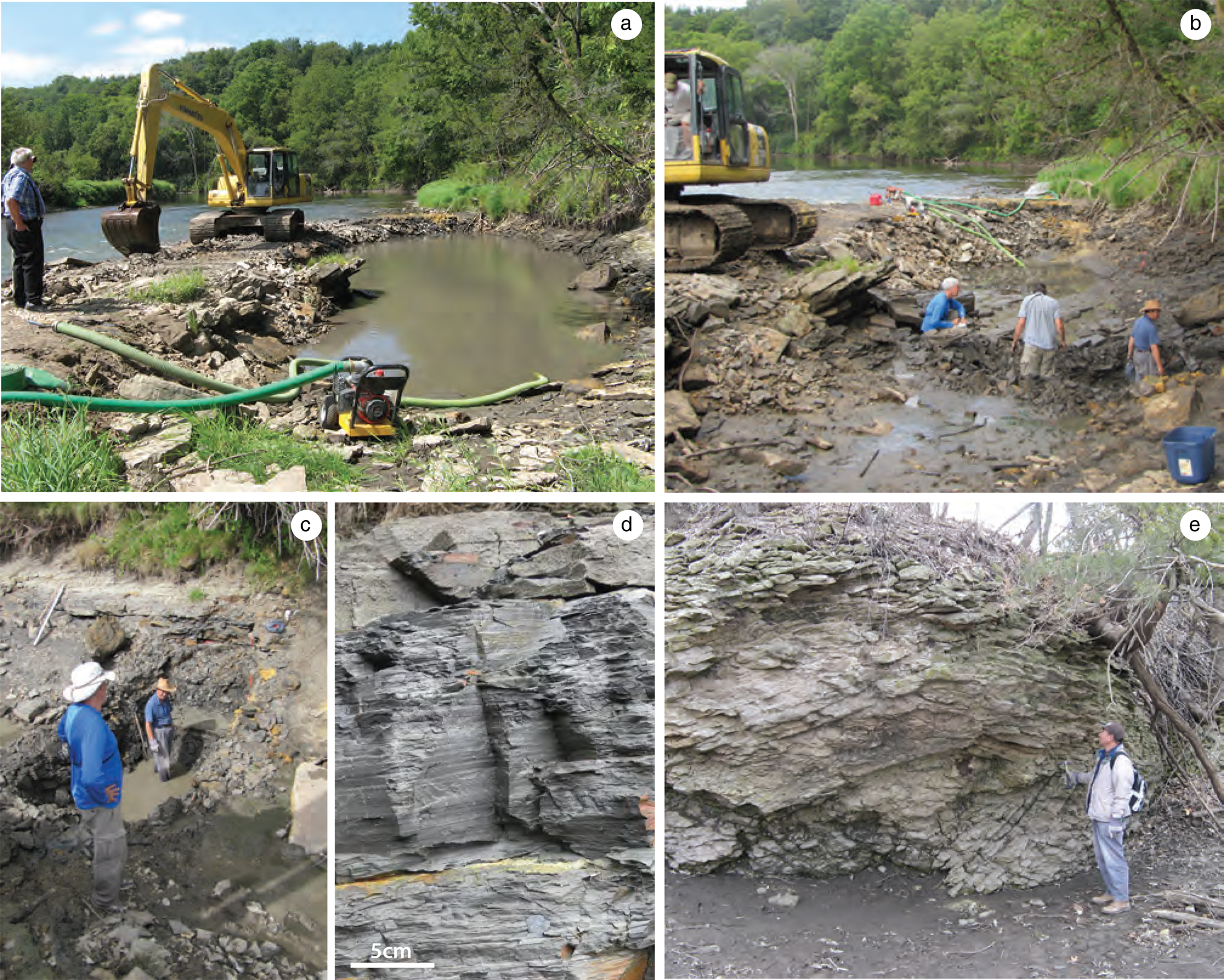
Bilder der Grabungskampagne 2010

### Wissenschaftliche Ausgrabungen
Der Aufschluss beziehungsweise auch der Winneshiek-Schiefer wurden 2005 bei geologischen Vermessungen des Upper Iowa River entdeckt. Im Jahr 2010 gab es dann die ersten detaillierten Felduntersuchungen und systematischen Probeentnahmen. Dafür wurden durch einen temporären künstlichen Damm die oberen 4 m der Schicht freigelegt. Folgend wurden insgesamt 2270 kg Schiefer eingesammelt und zur Lager- und Forschungseinrichtung des Iowa Geological Survey in Oakdale, Iowa transportiert. Dort wurde das Gestein in Wasser gelagert, um ein Austrocknen und Zersplittern zu verhindern. In den folgenden drei Jahren wurde das Material gespalten und von Teams ausgebildeter Studierenden unter Leitung von Huaibao P. Liu sorgfältig mit Binokularmikroskopen untersucht. Hierbei wurden die oben aufgeführten Fossilien gefunden.

### Publikationen
Frühe Abstracts im Jahr 2005 beschrieben erste Funde. Die erste Publikation behandelte detailliert die Entdeckung und wurde 2006 in einem vorläufigen Bericht in der Fachzeitschrift Geology durch H. Paul Liu und seine Kollegen veröffentlicht. Durch ein gemeinsames Stipendium der Autoren konnte dann die oben ausgeführte Ausgrabung finanziert werden. Weitere Veröffentlichungen basierend auf dieser ersten Publikation und den Erkenntnissen der Ausgrabung folgten über die nächsten Jahre.
Liste der wichtigsten Publikationen:
- Liu et al. 2006 („A new Lagerstätte …“) in Geology [Erstbeschreibung des Fossil-Lagerstätte-Vorkommens]
- Lamsdell, Briggs, Liu, McKay & Witzke 2015 (BMC Evolutionary Biology) [Beschreibung der ältesten bekannten Eurypteride]
- Briggs, Liu, McKay & Witzke 2016 (Journal of Paleontology, November 2015) [Bivalve Arthropoden (Phyllocarida, Ostracoda)]
- Liu, Bergström, Witzke, Briggs & McKay 2017 (Journal of Paleontology) [Riesige Konodont‑Apparate (Conodont apparata)]
- Nowak, Harvey, Liu, McKay, Zippi & Servais 2017 (Geobios) [Filamentöse eukaryotische Algen]
- Briggs et al. 2018 (Journal of the Geological Society) [Überblickspublikation der Winneshiek Biota]